# Tsukimichi: Moonlit Fantasy
На данный момент было выпущено 2 сезона аниме-тайтла, а так же был анонсирован 3 сезон аниме.

Tsukimichi: Moonlit Fantasy (яп. 月が導く異世界道中 Цуки га митибику исэкай до:тю:, букв. «На пути в другой мир, направляемый луной») — серия фэнтезийных ранобэ, написанных Кэем Адзуми и проиллюстрированных Мицуаки Мацумото. Изначально история публиковалась на сайте любительских публикаций Shōsetsuka ni Narō, но позже была приобретена AlphaPolis и печатается с мая 2013 года. Она была адаптирована в виде манги Которы Кино и аниме-сериала студии C2C.

## Сюжет
Обычный японский школьник Макото Мисуми был призван в другой мир в качестве героя. Но богине этого мира не нравится его внешность, так что она лишает его титула и забрасывает на окраину своего мира с глаз долой. В этой местности Макото встречает представителей самых разных рас: драконов, дварфов, орков, а благодаря своему происхождению из другого мира он становится обладателем невообразимой магической силы и боевых навыков.

## Персонажи
Макото Мисуми (яп. 深澄真 Мисуми Макото) — обычный японский школьник, призванный в другой мир, но отвергнутый богиней этого мира.
Сэйю: Нацуки Ханаэ
Томоэ (яп. 巴)
Сэйю: Аянэ Сакура
Мио (яп. 澪)
Сэйю: Акари Кито
Эмма (яп. エマ)
Сэйю: Саори Хаями
Шики (яп. 識)
Сэйю: Кендзиро Цуда

## Медиа

### Ранобэ
Изначально история публиковалась Кэем Адзуми на сайте любительских публикаций Shōsetsuka ni Narō. Позже она была приобретена AlphaPolis, её тома печатаются с мая 2013 года с иллюстрациями Мицуаки Мацумото. В 2016 году цифровая публикация глав переместилась с любительского сайта на сайт издательства AlphaPolis.

### Манга
С 2015 года выходит манга-адаптация истории с иллюстрациями Которы Кино.

### Аниме
Аниме-сериал был анонсирован 20 октября 2020 года. Его производством занималась студия C2C, режиссёром стал Синдзи Исихира, сценаристом — Кэнта Ихара, дизайнером персонажей — Юкиэ Судзуки, а композитором — Ясухару Таканаси. Премьера сериала прошла 7 июля 2021 года на канале Tokyo MX и других. Начальная тема аниме «Gambling» исполнена syudou, тогда как завершающая «Beautiful Dreamer» — Ezoshika Gourmet Club.
Crunchyroll приобрела права на трансляцию за пределами Азии. В Юго-Восточной и Южной Азии оно лицензировано Medialink и транслируется через их канал на YouTube Ani-One при наличии приобретенного Ani-One Ultra Membership.

## Критика
В обзорах первой серии аниме критики отозвались о произведении в целом положительно, отметив пародийность сериала на жанр исэкай, хорошую скорость развития сюжета и в целом милую графику и анимацию.